# ジュヌヴィエーヴ・バーデル
ジュヌヴィエーヴ・バーデル（フランス語: Geneviève Burdel、1946年11月29日 - ）は、フランス、パリ出身のフィギュアスケート選手（女子シングル）。1964年インスブルックオリンピックフランス代表。

## 主な戦績
| 大会/年        | 1962-63 | 1963-64 |
| -------------- | ------- | ------- |
| オリンピック   |         | 29      |
| 欧州選手権     |         | 18      |
| フランス選手権 | 3       | 3       |